# Hossein Kaebi
Hossein Kaebi (* 23. September 1985 in Ahvaz) ist ein iranischer ehemaliger Fußballspieler.
Kaebi spielt zumeist auf der rechten Außenbahn, defensiv oder im Mittelfeld, und gilt als besonders schnell und dribbelstark.

## Karriere
Kaebi begann mit dem Fußballspielen bei der Jugendmannschaft von Esteghlal Ahvaz, bevor er zu Fūlād-e Chūzestān (persisch فولاد خوزستان) wechselte und bereits in jungen Jahren dort zur Stammformation gehörte. Sein größter Erfolg mit dem Verein war der erstmalige Gewinn der iranischen Meisterschaft in der Spielzeit 2005/2006.
Auch im Team Melli ist Hossein Kaebi ein herausragender Spieler. Bereits in der U16 machte er von sich reden und nachdem auch die Asienmeisterschaft mit der U17 erfolgreich verlief, wurde er am 6. Februar 2002 mit nur 16 Jahren zum ersten Mal in die iranische A-Nationalmannschaft berufen. Seitdem war er ständig im Nationalteam dabei, bei der Asienmeisterschaft 2004 ebenso wie in der erfolgreichen Qualifikation zur Fußball-Weltmeisterschaft 2006 in Deutschland, wo er dann auch im WM-Aufgebot des Iran alle drei Vorrundenspiele seines Landes bestritt. Mit nur 22 Jahren hat Kaebi bereits 58 A-Länderspiele bestritten.
Kaebi wechselte am 25. Februar 2008 von Leicester City zu Persepolis Teheran, mit denen er am 17. Mai 2008 iranischer Meister wurde.
Das Auflaufen mit grünen Armbändern bei einem Länderspiel gegen Südkorea in Seoul nach den Iranischen Präsidentschaftswahlen wurde im Iran als sensationelle Parteinahme für die Opposition gewertet.

## Erfolge, Ehrungen und Auszeichnungen

### Vereinstitel
- 2005/2006 Foolad Ahvaz – Iranischer Meister
- 2007/2008 Persepolis Teheran – Iranischer Meister

### Iranische Fußballnationalmannschaft
- 2003 AFC/OFC Cup Challenge im Iran – Meister
- 2004 Westasienmeisterschaft im Iran – Westasienmeister
- 2004 Asienmeisterschaft in China – Dritter Platz
- 2006 Fußball-Weltmeisterschaft in Deutschland – Vorrunde

### Auszeichnungen
- 2004 World Soccer: "Top 10 – Most promising players"